# Opalozoa
Az Opalozoa a Bigyra heterotróf kládja, a Sagenista testvércsoportja. Nem fotoszintetikus sárgásmoszatok, melyek ősi jellemzője a fagotróf jelleg, de többször egymástól függetlenül ozmotróf szaprotrófokká fejlődött gerincesek emésztőrendszerében.
Egyes fajai mikroaerofilek.

## Történet

### Opalozoa törzs
1993-ban Thomas Cavalier-Smith az Opalozoa nevet a maitól eltérő értelemben hozta létre. Számos egymással nem rokon ostoros protozoon törzseként írta le, melyeket a tubuláris mitokondriális cristák és a kortikális alveolusok és a merev csőszerű ostorszőrök (retronéma) hiánya jellemzett. Ide sorolta az Opalioida, Proteomyxida és Plasmodiophorida csoportokat is.
| Proterozoa altörzs - Heteromitea - Sarcomonadia - Jakobidea - Jakobida - Cercomonadida - Thaumatomonadidea - Thaumatomonadida - Proteomyxidea - Pseudosporida - Leucodictyida - Thecomonadia - Apusomonadida - Cryomonadida - Anisomonadia - Diphylleida - Proteromonadida - Phytomyxea - Phagomyxida - Plasmodiophorida - Telonemea - Telonemida - Nephromycida - Cyathobodonea - Pseudodendromonadida - Spongomonadida - Katablepharida - Ebridea - Ebriida | Opalinata altörzs - Opalinea - Karotomorphida - Opalinida | Kinetomonada altörzs - Kinetomonadea - Histionida - Heliomonadida | Hemimastigophora altörzs - Hemimastigea - Hemimastigida |

### Modern rendszertan
A modern Opalozoa-rendszertan rend szintjéig:
- Opalozoa Cavalier-Smith, 1991 stat. nov. 2006 emend. 2018
  - Bikosia Cavalier-Smith, 2013
    - Bikosea Cavalier-Smith nom. n. pro Bicosoecea Cavalier-Smith, 1986
      - Bicosidia Cavalier-Smith, 2006 orth. emend.
        - Cyathobodoniae Cavalier-Smith, 1993 emend. stat. nov. 2006
          - Bicoecida Grassé, 1926
          - Anoecida Cavalier-Smith, 1997 emend. 2006
          - Pseudodendromonadida Hibberd, 1985 emend. Cavalier-Smith, 2006

        - Borokiae Cavalier-Smith, 2006
          - Borokida Cavalier-Smith, 2006

      - Rictidia Cavalier-Smith, 2013
        - Rictida Cavalier-Smith, 2013

  - Placidozoa Cavalier-Smith, 2013
    - Wobblata Cavalier-Smith, 2006 stat. nov. 2013 (parafiletikus csoport)
      - Placididea Moriya, Nakayama & Inouye, 2002
        - Placidida Moriya, Nakayama & Inouye, 2002 [=Placidae Cavalier-Smith, 2006]

      - Nanomonadea Cavalier-Smith, 2013
        - Uniciliatida Cavalier-Smith, 2013

      - Opalomonadea Cavalier-Smith, 2013

    - Opalinata Wenyon, 1926 emend. Cavalier-Smith, 1996 stat. nov. 2006
      - Opalinea Wenyon, 1926 stat. nov. Cavalier-Smith, 1993 emend. 2013
        - Proteromonadida Grassé, 1952 emend. Cavalier-Smith, 1993
        - Opalinida Poche, 1913 stat. nov. Hall, 1953 emend. Cavalier-Smith

      - Blastocystea Zierdt et al., 1967
        - Blastocystida Zierdt, 1978

  - Opalozoa incertae sedis:
    - Pendulomonas Tong, 1977
    - Bordnamonadidae Cavalier-Smith, 2013

## Filogenetika
Az Opalozoa belső kapcsolatai:
|  | Pseudodendromonadida                                   |
|  |                                                        |
|  | \| \| Bicoecida \| \| \| \| \| \| Anoecida \| \| \| \| |
|  |                                                        |
|  | Bicoecida                                              |
|  |                                                        |
|  | Anoecida                                               |
|  |                                                        |

|  | Bicoecida |
|  |           |
|  | Anoecida  |
|  |           |

|  | Pseudodendromonadida                                   |
|  |                                                        |
|  | \| \| Bicoecida \| \| \| \| \| \| Anoecida \| \| \| \| |
|  |                                                        |
|  | Bicoecida                                              |
|  |                                                        |
|  | Anoecida                                               |
|  |                                                        |

|  | Bicoecida |
|  |           |
|  | Anoecida  |
|  |           |

|  | Pseudodendromonadida                                   |
|  |                                                        |
|  | \| \| Bicoecida \| \| \| \| \| \| Anoecida \| \| \| \| |
|  |                                                        |
|  | Bicoecida                                              |
|  |                                                        |
|  | Anoecida                                               |
|  |                                                        |

|  | Bicoecida |
|  |           |
|  | Anoecida  |
|  |           |

|  | Pseudodendromonadida                                   |
|  |                                                        |
|  | \| \| Bicoecida \| \| \| \| \| \| Anoecida \| \| \| \| |
|  |                                                        |
|  | Bicoecida                                              |
|  |                                                        |
|  | Anoecida                                               |
|  |                                                        |

|  | Bicoecida |
|  |           |
|  | Anoecida  |
|  |           |

| Opalinata | Opalomonadea                                              |
|           | Opalomonadea                                              |
|           | \| \| Opalinea \| \| \| \| \| \| Blastocystea \| \| \| \| |
|           |                                                           |
|           | Opalinea                                                  |
|           |                                                           |
|           | Blastocystea                                              |
|           |                                                           |

|  | Opalinea     |
|  |              |
|  | Blastocystea |
|  |              |

| Opalinata | Opalomonadea                                              |
|           | Opalomonadea                                              |
|           | \| \| Opalinea \| \| \| \| \| \| Blastocystea \| \| \| \| |
|           |                                                           |
|           | Opalinea                                                  |
|           |                                                           |
|           | Blastocystea                                              |
|           |                                                           |

|  | Opalinea     |
|  |              |
|  | Blastocystea |
|  |              |

| Opalinata | Opalomonadea                                              |
|           | Opalomonadea                                              |
|           | \| \| Opalinea \| \| \| \| \| \| Blastocystea \| \| \| \| |
|           |                                                           |
|           | Opalinea                                                  |
|           |                                                           |
|           | Blastocystea                                              |
|           |                                                           |

|  | Opalinea     |
|  |              |
|  | Blastocystea |
|  |              |

| Opalinata | Opalomonadea                                              |
|           | Opalomonadea                                              |
|           | \| \| Opalinea \| \| \| \| \| \| Blastocystea \| \| \| \| |
|           |                                                           |
|           | Opalinea                                                  |
|           |                                                           |
|           | Blastocystea                                              |
|           |                                                           |

|  | Opalinea     |
|  |              |
|  | Blastocystea |
|  |              |

|  | Pseudodendromonadida                                   |
|  |                                                        |
|  | \| \| Bicoecida \| \| \| \| \| \| Anoecida \| \| \| \| |
|  |                                                        |
|  | Bicoecida                                              |
|  |                                                        |
|  | Anoecida                                               |
|  |                                                        |

|  | Bicoecida |
|  |           |
|  | Anoecida  |
|  |           |

|  | Pseudodendromonadida                                   |
|  |                                                        |
|  | \| \| Bicoecida \| \| \| \| \| \| Anoecida \| \| \| \| |
|  |                                                        |
|  | Bicoecida                                              |
|  |                                                        |
|  | Anoecida                                               |
|  |                                                        |

|  | Bicoecida |
|  |           |
|  | Anoecida  |
|  |           |

|  | Pseudodendromonadida                                   |
|  |                                                        |
|  | \| \| Bicoecida \| \| \| \| \| \| Anoecida \| \| \| \| |
|  |                                                        |
|  | Bicoecida                                              |
|  |                                                        |
|  | Anoecida                                               |
|  |                                                        |

|  | Bicoecida |
|  |           |
|  | Anoecida  |
|  |           |

|  | Pseudodendromonadida                                   |
|  |                                                        |
|  | \| \| Bicoecida \| \| \| \| \| \| Anoecida \| \| \| \| |
|  |                                                        |
|  | Bicoecida                                              |
|  |                                                        |
|  | Anoecida                                               |
|  |                                                        |

|  | Bicoecida |
|  |           |
|  | Anoecida  |
|  |           |

| Opalinata | Opalomonadea                                              |
|           | Opalomonadea                                              |
|           | \| \| Opalinea \| \| \| \| \| \| Blastocystea \| \| \| \| |
|           |                                                           |
|           | Opalinea                                                  |
|           |                                                           |
|           | Blastocystea                                              |
|           |                                                           |

|  | Opalinea     |
|  |              |
|  | Blastocystea |
|  |              |

| Opalinata | Opalomonadea                                              |
|           | Opalomonadea                                              |
|           | \| \| Opalinea \| \| \| \| \| \| Blastocystea \| \| \| \| |
|           |                                                           |
|           | Opalinea                                                  |
|           |                                                           |
|           | Blastocystea                                              |
|           |                                                           |

|  | Opalinea     |
|  |              |
|  | Blastocystea |
|  |              |

| Opalinata | Opalomonadea                                              |
|           | Opalomonadea                                              |
|           | \| \| Opalinea \| \| \| \| \| \| Blastocystea \| \| \| \| |
|           |                                                           |
|           | Opalinea                                                  |
|           |                                                           |
|           | Blastocystea                                              |
|           |                                                           |

|  | Opalinea     |
|  |              |
|  | Blastocystea |
|  |              |

| Opalinata | Opalomonadea                                              |
|           | Opalomonadea                                              |
|           | \| \| Opalinea \| \| \| \| \| \| Blastocystea \| \| \| \| |
|           |                                                           |
|           | Opalinea                                                  |
|           |                                                           |
|           | Blastocystea                                              |
|           |                                                           |

|  | Opalinea     |
|  |              |
|  | Blastocystea |
|  |              |

}}
Az Opalozoa egy 2022-es tanulmány szerint nem a Sagenista, hanem annak a Gyristával alkotott kládjának testvércsoportja, vagyis a Bigyra parafiletikus csoport.

## Morfológia
Egyes fajai, például a négylábúak emésztőrendszerében élő Proteromonas lacerate hátulsó felén különböző típusú szomatonémák (a sejttestből kiinduló szőrök) vannak. Az Opalozoa jobb oldali hátulsó ostorgyökere félkör, U vagy L alakban 8–9 mikrotubulusból áll.

## Ökológia
Kommenzalista vagy szaprotróf életmódot folytat gerincesekben. Hypocreales-fajokkal negatív korrelációt mutat gyakorisága a talajban.

## Fordítás
Ez a szócikk részben vagy egészben  az   Opalozoa című angol Wikipédia-szócikk ezen változatának fordításán alapul.  Az eredeti cikk szerkesztőit annak laptörténete sorolja fel. Ez a jelzés csupán a megfogalmazás eredetét és a szerzői jogokat jelzi, nem szolgál a cikkben szereplő információk forrásmegjelöléseként.